# 広瀬順弘
広瀬 順弘（ひろせ まさひろ、1932年10月28日 - 2007年11月23日）は、日本の翻訳家。東京生まれ。青山学院大学英文科卒。

## 略歴
駐日アメリカ合衆国大使館の広報文化局勤務を経て翻訳家となる。
マイケル・バー・ゾウハーのサスペンス小説をはじめ、様々な洋書を訳した。また、1970年代前半までは外画の吹き替え翻訳もしていた。
シャイで少しも偉ぶったところのない人柄だったという。また、バベル翻訳学院で後進の育成にあたったことがあった。

## 翻訳作品 (書籍)
- 『男の闘い』（ジェームズ・オニール、角川文庫） 1970
- 『ラブ・スクール』（マール・L・ブラウン、角川文庫） 1971
- 『悪魔の館』（House on Fire、アーチ・オーボラー、角川文庫） 1971
- 『無頼の青春』（A Stone For Danny Fisher、ハロルド・ロビンス、角川書店、海外ベストセラー・シリーズ） 1975
- 『快傑ゾロ』（ジョンストン・マッカレー、角川文庫） 1975
- 『華麗なる賭け』（Odds On、ジョン・ラング、角川文庫） 1975
- 『悪魔の収穫祭』（Harvest home、トマス・トライオン、角川書店、海外ベストセラー・シリーズ） 1976、のち上・下（角川文庫） 1986、のち上・下（角川ホラー文庫）
- 『異星人の殿堂』（Temple of the Stars、ブリンズリー・ルポア・トレンチ、角川文庫） 1976
- 『ハワード・ヒューズ 謎の大富豪』（ノア・ディートリッヒ,ボブ・トーマス、角川文庫） 1977
- 『オードリー・ローズ』（フランク・デ・フェリータ、角川書店） 1977
- 『ネラは待っている』（Nella Waits、マーリス・ミルハイザー、角川文庫） 1977
- 『犯されて』（アタウラー・マルダーン、富士見ロマン文庫） 1978
- 『ブラックネルの殺人理論』（Bracknell's Law、ウォラス・ヒルディック、角川書店、海外ベストセラー・シリーズ） 1978
- 『死者の都市（まち）』（City of the Dead、ハーバート・リーバーマン、角川書店、海外ベストセラー・シリーズ） 1979
- 『挑発』（チャールズ・プラット、富士見ロマン文庫） 1979
- 『処女の熱き唇』（フランシス・レンゲル、富士見ロマン文庫） 1980
- 『大統領令嬢を誘拐せよ』（マリリン・シャープ、角川書店、海外ベストセラー・シリーズ） 1981
- 『プレーボール! 2002年』（The New Atom's Bombshell、ロバート・ブラウン、ハヤカワ文庫NV） 1981
- 『悪魔の昂まり』（J・J・サヴェージ、富士見ロマン文庫） 1981
- 『ポルターガイスト』（ジェームズ・カーン、カドカワノベルズ） 1982
- 『地獄の追跡（マンハント）』（The Climate of Hell、ハーバート・リーバーマン、角川書店） 1982
- 『闇の展覧会 2』（カービー・マッコーリー編、早川文庫） 1982
- 『白い太腿』（アレグザンダー・トロッキ、富士見ロマン文庫） 1983
- 『コンドミニアム』上・下（Condominium、ジョン・D・マクドナルド、角川書店、海外ベストセラー・シリーズ） 1984
- 『城塞』上・下（The Keep、F・ポール・ウィルソン、角川文庫） 1984、のち改題『ザ・キープ』上・下（F・ポール・ウィルスン、扶桑社、扶桑社ミステリー） 1994
- 『切り裂く男』（The Stalking Man、ウィリアム・J・コグリン、角川文庫） 1985
- 『モニンボ』（Monimbò、アルノー・ド・ボルシュグラーヴ,ロバート・モス、ハヤカワ文庫NV） 1985
- 『グーニーズ』（ジェームズ・カーン、角川文庫） 1985
- 『マンハッタン殲滅計画』（Otto's Boy、ウォルター・ウェイジャー、二見文庫、ザ・ミステリ・コレクション） 1986
- 『ファイアフォックス』（クレイグ・トーマス、ハヤカワ文庫NV） 1986
- 『ゴルゴタの呪いの教会』上・下（Golgotha Fall's -An Assault on the Fourth Dimension-、フランク・デ・フェリータ、角川文庫） 1986
- 『最後のナチ メンゲレ』（The "Last" Nazi、ジェラルド・アスター、読売新聞社） 1987
- 『殺人シーンをもう一度』（One of Us is Wrong、サミュエル・ホルト、二見文庫、ザ・ミステリ・コレクション） 1987
- 『暗号口座ドランラブ627』（The Stalin Account、ケネス・ロイス、角川文庫） 1987
- 『ジニーとベン』上・下（There Should Have Been Castles、ハーマン・ローチャー、角川書店、海外ベストセラー・シリーズ） 1987
- 『最後の晩餐』（The Last Supper、チャールズ・マッキャリー、扶桑社、サンケイ文庫） 1987
- 『フォー・ザ・レコード』（For the record、ドナルド・T・リーガン、扶桑社） 1988
- 『ラット・トラップ』（Rat Trap、クレイグ・トーマス、ハヤカワ文庫NV） 1988
- 『レッドブル』（ロバート・タイン、二見文庫、ザ・ミステリ・コレクション） 1988
- 『テロルの嵐』上・下（Peace on Earth、ゴードン・スティーヴンズ、角川文庫） 1988
- 『グリーン・トレイン』（The Green Train、ハーバート・リーバーマン、河出書房新社） 1989
- 『ウォール・ストリート・ブルース』（Wall Street Blues、ジェローム・トゥッチーレ、角川文庫） 1989
- 『ジャッキーという名の女』上・下（A Woman Named JACKIE、クレメンス・デビッド・ハイマン、読売新聞社） 1990
- 『マイ・ターン ナンシー・レーガン回想録』（My Turn、ナンシー・レーガン、読売新聞社） 1991
- 『ドクターズ』上・下（Doctors、エリック・シーガル、角川書店） 1991、のち角川文庫
- 『大使館』上・下（Embassy、レスリー・ウォラー、読売新聞社） 1992
- 『ケネディ兄弟とモンローの秘密を握っていた男　ピーター・ローフォード』上・下（Peter Lawford、ジェイムズ・スパダ、読売新聞社） 1992
- 『レッド・チャイナの陰謀』上・下（The Gates of Exquisite View、ジョン・トレンヘイル、扶桑社、扶桑社ミステリー） 1992
- 『ダイアナ妃 ケンジントン宮殿の反乱』（DIANA、ニコラス・デイヴィス、読売新聞社） 1992、のち改題『ダイアナ 孤独なプリンセス』上・下（ニコラス・デイビス、読売新聞社） 1996
- 『アナスタシア 消えた皇女』（Anastasia、ジェイムズ・ブレア・ラヴェル、角川書店） 1992、のち角川文庫
- 『暗号名レ・トゥーを追え』（The Tears of Autumn、チャールズ・マッキャリー、扶桑社、扶桑社ミステリー） 1993
- 『子供たちは森に消えた』（The Killer Department、ロバート・カレン、早川書房） 1993、のちハヤカワ文庫NF
- 『ナイトワールド』上・下（Nightworld、F・ポール・ウィルスン、扶桑社ミステリー） 1994
- 『史上最大の作戦』（The Longest Day、コーネリアス・ライアン、ハヤカワ文庫NF） 1995
- 『リズ』上・下（Liz、クレメンス・デビッド・ハイマン、読売新聞社） 1996
- 『カジノ』（Casino：Love and Honor in Las Vegas、ニコラス・ピレッジ、ハヤカワ文庫NF） 1996
- 『無垢なる骨』（The Innocents、リチャード・バリー、ハヤカワ文庫、ミステリアス・プレス文庫） 1996
- 『共鳴』（Complicity、イアン・バンクス、ハヤカワ文庫、ミステリアス・プレス文庫） 1996
- 『わたしは電子の歌をうたう マイクロソフトがマルチメディアに挑んだ1年』（フレッド・ムーディ、早川書房） 1997
- 『ワン・ポイント・セイフ』（One Point Safe、アンドリュー・コックバーン / レスリー・コックバーン、読売新聞社） 1997
- 『危険な再会』（The Ex、ジョン・ラッツ、ハヤカワ文庫、ミステリアス・プレス文庫） 1997
- 『システムという名の支配者 われわれの社会が変わらないのはなぜか』（Opposing the System、チャールズ・A.ライク、早川書房） 1998
- 『核爆撃機リーパーズ・シャドウ』上・下（Shattered Bone、クリス・スチュアート、ハヤカワ文庫NV） 1998
- 『殲滅作戦キル・ボックス』（The Kill Box、クリス・スチュアート、ハヤカワ文庫NV） 1999
- 『オンリー・ラブ』（Only Love、エリック・シーガル、角川文庫） 1999
- 『男は嘘つき、女は…』（Private Lies、ウォーレン・アドラー、角川文庫） 2000
- 『霊応ゲーム』（The Wishing Game、パトリック・レドモンド、早川書房、ハヤカワノヴェルズ） 2000、のちハヤカワ書房NV
- 『スパイが集う夜』（A Gathering of Spies、ジョン・オールトマン、ハヤカワ文庫NV） 2001
- 『なぜ、この人たちは金持ちになったのか 億万長者が教える成功の秘訣』（The Millionaire Mind、トマス・J・スタンリー、日本経済新聞社） 2001、 のち日経ビジネス人文庫
- 『リンドバーグ 空から来た男』上・下（Lindbergh、A・スコット・バーグ、角川文庫） 2002
- 『ステルス原潜を追え』上・下（Hawke、テッド・ベル、ハヤカワ文庫NV） 2003
- 『ハシシーユン暗殺集団』上・下（Assassin、テッド・ベル、ハヤカワ文庫NV） 2005
- 『闇の展覧会 - 霧』（カービー・マッコーリー編、真野明裕 / 矢野浩三郎共訳、ハヤカワ文庫NV） 2005

マイケル・バー=ゾウハー作品
- 『パンドラ抹殺文書』（The Deadly Document、ハヤカワ文庫NV） 1981
- 『ファントム謀略ルート』（The Phantom Conspiracy、ハヤカワ文庫NV） 1982
- 『復讐のダブル・クロス』（Double Cross、ハヤカワ文庫NV） 1983
- 『真冬に来たスパイ』（A Spy in Winter、ハヤカワ文庫NV） 1986
- 『無名戦士の神話』（The Unknown Solder 、ハヤカワ文庫NV） 1988
- 『復讐者たち』（The Avengers、ハヤカワ文庫NF） 1989
- 『悪魔のスパイ』（The Devil's Spy、ハヤカワノヴェルズ） 1991、のちハヤカワ文庫NV
- 『影の兄弟』（Brothers、早川書房、ハヤカワノヴェルズ） 1995、のちハヤカワ文庫NV

J・C・ポロック作品
- 『デンネッカーの暗号』（The Dennecker code、ハヤカワ文庫NV） 1990
- 『復讐戦』（Payback、ハヤカワ文庫NV） 1991
- 『狙撃』（Threat Case、早川書房、ハヤカワノヴェルズ） 1993、のちハヤカワ文庫NV
- 『略奪者』（Goering's List、早川書房、ハヤカワノヴェルズ） 1994、のちハヤカワ文庫NV
- 『終極の標的』（Endgame、早川書房、ハヤカワノヴェルズ） 2000、のちハヤカワ文庫NV

ラリー・ボンド作品
- 『侵攻作戦レッド・フェニックス』上・下（Red Poenix、文春文庫） 1990
- 『核弾頭ヴォーテックス』上・下（Vortex、文春文庫） 1992
- 『ヨーロッパ最終戦争1998』上・下（Cauldron、文春文庫） 1995
- 『テロリストの半月刀(シミタール)』上・下（The Enemy Within、文春文庫） 1997
- 『怒りの日』（Day of Wrath、文春文庫） 2000

マレー・スミス作品
- 『悪魔の参謀』上・下（The Devil's Juggler、文藝春秋） 1994、のち文春文庫
- 『ストーン・ダンサー』上・下（Stone Dancer、文春文庫） 1996
- 『キリング・タイム』上・下（Killing Time、文春文庫） 1998
- 『もう一人の相続人』（Legacy、文春文庫） 2001

## 翻訳作品 (吹き替え)
- 大空の凱歌（Battle Hymn、NETテレビ）1968
- 鳥（The Birds、TBS）1969
- ボー・ジェスト（Beau Geste、TBS）1969
- 底抜け00の男（The Disorderly Orderly、フジテレビ）1971
- 底抜け大学教授（The Nutty Professor、フジテレビ）1971
- 紐育ウロチョロ族（The Delicate Delinquent、フジテレビ）1971
- 007/カジノ・ロワイヤル（Casino Royale、日本テレビ）1972[2]
- 決闘コマンチ砦（Comanche Station、日本テレビ）1972
- 大空港（Airport、日本テレビ）1973